# Cayetano Rocafort
Cayetano ”Caye” Rocafort Lores, född 1994 i Málaga i Spanien, är en professionell padelspelare som sedan 2019 bor i Sverige.
Efter att Cayetano flyttat till Sverige och har gjort stor succé på den Svenska Padeltouren (SPT) där han vunnit titlar tillsammans med spelare som Simon Vasquez, José Gaspar, José Solano och Daniel Appelgren. Han har sedan oktober 2021 rankats som etta bland padelspelare i Sverige.
Sedan 2023 är Cayetano Rocafort ambassadör för spelbolaget Betsson

## Titlar på SPT
- 2019 - SPT Open Halmstad med Simon Vasquez
- 2020 - SPT Unisport Helsingborg med Simon Vasquez[3]
- 2020 - SPT Vilshärad Deltävling 2 med Simon Vasquez[3]
- 2020 - SPT 3 NLYMAN Trelleborg med Simon Vasquez[3]
- 2020 - SPT 4 Möller Bil Göteborg med Simon Vasquez[3]
- 2020 - SPT 5 Papa Padel Kumla/Örebro med Simon Vasquez[3]
- 2020 - SPT 6 Karlstad med Simon Vasquez[3]
- 2021 - SPT 1 Lindesbergs Bygg Örebro med Simon Vasquez[3]
- 2021 - SPT 4 Actionpadel Haninge med Simon Vasquez[3]
- 2021 - SPT 5 Vilshärad med Jose Carlos Gaspar Campos[3]
- 2021 - SPT EUROFINANS Helsingborg med Simon Vasquez[3]
- 2021 - SPT 7 HL-BYGG Skurup med Simon Vasquez[3]
- 2022 - CUPRA Swedish Padel Tour - SPT 1 PROTOTAL Jönköping med Jose Carlos Gaspar Campos[3]
- 2022 - CUPRA Swedish Padel Tour - SPT 3 EFFEKTIV Borås med Jose Carlos Gaspar Campos[3]
- 2022 - CUPRA Swedish Padel Tour - SPT 4 PADLER Stockholm med José Solano[3]
- 2023 - CUPRA Swedish Padel Tour - SPT 1 RENTA Borås med Daniel Appelgren[3]
- 2023 - CUPRA Swedish Padel Tour - SPT 3 Certina Helsingborg med Jose Luis González Rodríguez[4]
- 2023 - CUPRA Swedish Padel Tour - SPT 4 PADEL MATES Stockholm med Simon Vasquez[5]
- 2023 - CUPRA Swedish Padel Tour - SPT 5 PADEL MATES Göteborg med Roger Aromi
- 2023 - CUPRA Swedish Padel Tour - SPT 7 HL Bygg Skurup med Ricardo Martínez[6] Sánchez
- 2024 - Swedish Padel Tour - SPT 2 Göteborg 2024 med Alejandro Jerez[7]

## Svenska mästerskap
- 2021 - SM Senior med Simon Vasquez[8]

## Internationella titlar
- 2021 – APT Belguim Open med Miguel Oliviera[9]
- 2021 - APT Monaco Master med Julio Julianato[10]
- 2023 - FIP Rise Göteborg med Simon Vasquez[11]
- 2023 - FIP Promotion Torremolinos med Simon Vasquez[12]